# Estàtua cúbica
L'estàtua cúbica va ser un estil estatuari egipci que va aparèixer al començament de l'Imperi Mitjà (c. 2040 - 1795 aC). ; va tenir una llarga durada, com mostra l'estàtua d'Uahibra, governador de l'Alt Egipte durant el Període tardà (c. 672 a 525  aC). Representava a una persona asseguda, gairebé sempre un home, amb els genolls doblegats i junts i els braços creuats per sobre d'aquells. Sovint duia una llarga túnica, de manera que només el cap i els peus identificaven en el cub un ésser humà. El pedestal tenia gravats jeroglífics amb informació sobre el personatge representat.
Aquest tipus d'estàtues eren una espècie de memorial, i els exemplars trobats van des dels més sobris a alguns fortament decorats. A causa de la seva forma d'hexaedre, aquestes estàtues presentaven cinc superfícies per escriure sobre elles. La superfície superior era la dedicada a la presentació del difunt, i sobre ella es tallava el seu cap. Al llarg de la seva evolució van anar adquirint més elements humans, com els braços i, al final, les cames. També hi ha alguns exemplars de fusió entre el cub i l'estàtua, com en el cas d'un escriba assegut a la falda del qual hi ha un papir.
No es coneix amb certesa el simbolisme d'aquestes escultures, que s'han trobat tant en temples com en tombes. La seva presència en els temples permetia al representat participar en el culte, i en les tombes eren part dels ritus funeraris que garantien la vida eterna mitjançant les oracions i ofrenes dels familiars i sacerdots. En algunes apareix en la seva part posterior una fórmula que posava al representat sota la protecció directa del faraó.

## Història
Precedents
Les estàtues dels escriguis asseguts van aparèixer a la primera dinastia. Aquestes imatges van evolucionar amb el temps, arribant a incorporar a Tot o a una de les seves representacions (babuïns). També les estàtues cúbiques van anar evolucionant, i van acabar combinades amb les dels escribes asseguts. La seva forma compacta les fa pràcticament irrompibles, per la qual cosa se n'han trobat moltes en perfecte estat.
Evolució
A la dinastia XVIII apareixen dos nous tipus d'estàtues cúbiques:
- un home agenollat amb una estela davant seu,
- l'anterior representació però amb una capella davant amb la figura d'algun déu tutelar.

Durant l'Imperi Nou s'instal·laven en els temples, i van rebre cada cop més inscripcions; això les converteix en una bona font històrica.
A partir de la dinastia XXVI les estàtues cúbiques van tornar a tenir una gran demanda. El seu ús va arribar fins a l'època romana d'Egipte.
Un dels exemples més característics és l'estàtua de Senemut, djaty de la reina Hatxepsut, amb relats en jeroglífics i a la qual s'ha afegit el cap d'una nena en la part superior.
- Té un relat personalitzat a la part frontal;
- Una representació del personatge, en forma d'estàtua (en aquest cas amb una figura addicional més petita);
- Un tema, que per a Senemut sembla ser: "els seus honors, la seva història personal, i la petita princesa Neferura, que era la seva responsabilitat".

## Simbolisme
Donat el sistema de creences dels egipcis, on les representacions eren un dels principals marcs formals d'expressió, l'estàtua cúbica tenia una explicació espiritual. Òbviament, les idees van evolucionar, però el concepte és que el difunt estava sempre assegut en el seu lloc, però en un moment donat podria alçar-se i "sortir al dia". Aquest concepte és molt similar al del Llibre dels Morts, on l'individu està:
"tornant i entrant... (a i des de la tomba al Necher-jert)... torna diàriament per als esdeveniments meravellosos, amor, hàbits creats, (tots), asseient-se a la sala, jugant al senet... tornant com a ànima vivent (Ba)". (Llibre dels Morts, capítol VII)
El difunt egipci tornava cada dia per complir amb els seus deures habituals. En aquest mateix concepte es basava la porta falsa, per on el Ba tornava cada dia per prendre les ofrenes d'aliments.